# Szinnyei Ferenc
Szinnyei Ferenc (Budapest, 1875. április 2. – Budapest, 1947. november 9.) bölcseleti doktor, irodalomtörténész, egyetemi magántanár, állami felsőipariskolai rendes tanár, az MTA levelező (1914) majd rendes (1928) tagja.

## Élete
Id. Szinnyei József és Gancsházi Gancs Klementina fia. Budapesten végezte középiskolai tanulmányait a kegyesrendiek főgimnáziumában 1894-ben. Ezután a budapesti egyetem bölcseleti karán (1894-1898) magyar és latin filologiai valamint filozófiai és művészettörténeti előadásokat hallgatott. 1898-ban bölcseleti doktori oklevelet nyert. 1888-89-ben a budapesti tanárképző intézet gyakorló főgimnáziumában mint ösztöndíjas tanárjelölt működött s 1899-ben középiskolai tanári oklevelet nyert. 1889-1900-ban a magyar királyi állámi felsőipariskola óradíjas tanára volt s 1900 óta ugyanott mint rendes tanár dolgozott. 1900-ban hosszabb utazást tett Olaszországban. 1906. április 2-án Budapesten feleségül vette Pap Gizellát. 1907-ben a Magyar Tudományos Akadémia irodalomtörténeti bizottságának segédtagja lett. 1908-ban pedig magántanárrá habilitálták a budapesti egyetemen a 19. század magyar irodalomtörténetéből. 1914. május 19-én az MTA levelező, 1928. május 18-án pedig rendes tagjává választotta. 1920-tól a Szent István Akadémia harmadik osztályának, 1922-től 1942-ig igazgatótanácsának tagja volt. 1933. január 31-étől a Kisfaludy Társaság tagja.

## Művei

### Folyóiratcikkek
Szépirodalmi dolgozatai s egyéb cikkei az Urambátyámban (1889-93), Budapesti Hírlap (1892. 200. sz.), Ifjúkor (1892), Komáromi Lapok (1892-95), Az Állatok Őre (1893), Ország Világ (1893-94., 1898), M. Geniusz (1894), Emlékkönyv a bpesti egyetemi bölcsészethallgatók segítőegyesületének 25 éves jubileumára (1897), Tanulók Lapja (1897. Antonius beszéde Shakespeare Julius Caesarjában. A «Tengeri hántás») és az Aikaban (Helsingfors, 1908. Juhani Aranyin mielipiteet eepoksen sommitellusta: Arany az eposzi kompozicióról).

### Munkái
1. Bacsányi János. Budapest, 1898. (Különnyomat az Irodalomtörténeti Közleményekből)
2. Nagy Ignácz. Budapest, 1902. (Különnyomat az Irodalomtörténeti Közleményekből. Ismertette a Budapesti Hírlap 1903. 314. sz.).
3. Petőfi Sándor családi versei. Bevezetéssel és jegyzetekkel ellátta. Budapest, é. n. (Magyar Könyvtár 158.)
4. Jókai Mór kisebb alkalmi beszédei. Jegyzetekkel és bevezetéssel ellátta. Budapest, é. n. (Magyar Könyvtár 175.)
5. Népvilág Jókai elbeszélései. Bevezetéssel és jegyzetekkel ellátta. Budapest, é. n. (Magyar Könyvtár 254.)
6. A humorról szóló magyar elméleti irodalom. Budapest, 1903. (Különnyomat az Egyetemes Philologiai Közlönyből).
7. Bacsányi János. Budapest, 1904. Rajzokkal. (Magyar Történeti Életrajzok. Szélesebb alapon. Ism. 1905: Vasárnapi Ujság 11., Budapesti Hírlap 92., Hazánk 87. sz.).
8. Arany humora. Budapest, 1905. (Különnyomat a Budapesti Szemléből).
9. Arany «Toldi szerelmé»-nek forrásai. Budapest, 1905. (Magyar irodalomtörténeti értekezések 6. Ism. Egyet. Philol. Közlöny 1906.).
10. Unkarilaisen kirjallisuuden historia. (A magyar irodalom története). Helsingfors, 1905. (Különnyomat az Yleisen kirjallisuuden historia c. világirodalomtörténetből).
11. A regény. A belső világ rajza a regényben. Pápa, 1907. (Értekezések a nyelv- és széptudományok köréből XXIV. 8.) (új kiadás: Budapest, 1926)
12. Arany a compositióról. Budapest, 1908. (Különnyomat az Irodalomtörténeti Közleményekből)
13. Arany János. Budapest, 1909. (Költők és Írók)
14. Geschichte der Ungarischen Literatur. Leipzig, 1909. (Sammlung Göschen. Katona Lajos egyetemi tanárral együtt.).
15. Arany tudományos munkássága. Budapest, 1909. (Különnyomat a Budapesti Szemléből).
16. Novellairodalmunk Jósikáig. Budapest, 1911. (Különnyomat az Irodalomtörténeti Közleményekből 6.)
17. Történelem. 1. rész: Ókor és középkor; 2. rész: Újkor; 3. rész: Legújabb kor. 1–3 füzet. Budapest, 1913.
18. Jósika Miklós. Budapest, 1915. (Értekezések a nyelv- és széptudományok köréből XXII. 2.)
19. Ambrus Zoltán. Budapest, 1918. (Különnyomat az Irodalomtörténetből)
20. Justh Zsigmond. Budapest, 1918. (Különnyomat a Budapesti Szemléből)
21. Kármán József és az Uránia névtelenjei. Budapest, 1924. (Értekezések a nyelv- és széptudományok köréből XXIV. 5.)
22. Kemény Zsigmond munkássága a szabadságharcig. Budapest, 1924. (Szent István Akadémia nyelv- és széptudományi olvasmányok felolvasásai I. 4.)
23. Novella- és regényirodalmunk a szabadságharcig. 1-2. köt. Budapest, 1925-26. (A Magyar Tudományos Akadémia Könyvkiadó Vállalata)
24. A regény : (a belső világ rajza a regényben). Budapest, 1926.
25. Kisfaludy Károly. Budapest, 1927. (Irodalomtörténeti Füzetek 19.)
26. Novella- és regényirodalmunk az abszolutizmus korának elején. Budapest, 1929. (Értekezések a nyelv- és széptudományok köréből XXIV. 14.)
27. Elbeszélőink egymásrahatása a Bach-korszakban. Budapest, 1932. (Különnyomat az Irodalomtörténeti Közleményekből)
28. Régi magyar elbeszélők I–II. Bevezette: Szinnyei Ferenc. Budapest, 1934. (Élő könyvek – Magyar Klasszikusok 59-60.)
29. Az irodalmi élet a Bach-korszakban. Budapest, 1937. (Különnyomat az Irodalomtörténeti Közleményekből)
30. Novella- és regényirodalmunk a Bach-korszakban. Budapest, 1939. (A Magyar Tudományos Akadémia Könyvkiadó Vállalata)